# ヴィルヘルム・エルンスト (ザクセン＝ヴァイマル＝アイゼナハ大公)
ヴィルヘルム・エルンスト・フォン・ザクセン＝ヴァイマル＝アイゼナハ（Großherzog Wilhelm Ernst von Sachsen-Weimar-Eisenach, 1876年6月10日 - 1923年4月24日）は、ドイツのザクセン＝ヴァイマル＝アイゼナハ大公（在位：1901年 - 1918年）。1903年からは君主号をザクセン大公と改称した。

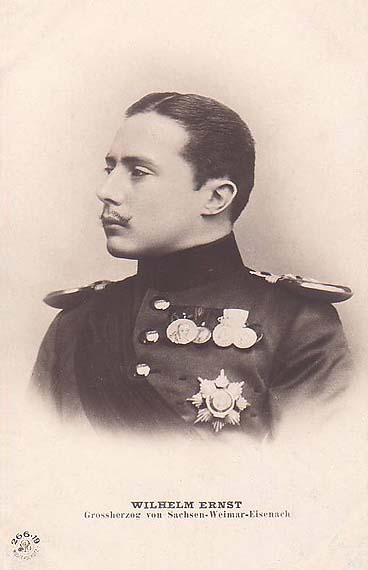
ヴィルヘルム・エルンスト

## 生涯
ザクセン＝ヴァイマル＝アイゼナハ大公世子カール・アウグストと、その妻で同族のヘルマン大公子の娘であるパウリーネの間の長男として生まれた。全名はヴィルヘルム・エルンスト・カール・アレクサンダー・フリードリヒ・ハインリヒ・ベルンハルト・アルベルト・ゲオルク・ヘルマン（Wilhelm Ernst Karl Alexander Friedrich Heinrich Bernhard Albert Georg Hermann）。父は1894年に祖父の大公カール・アレクサンダーに先立って亡くなったため、1901年に祖父が死んだとき、大公位を継承したのはヴィルヘルム・エルンストであった。彼はオランダ王家出身の父方の祖母ソフィーの財産をも引き継いだため、当時のドイツの諸王侯の中では非常に裕福だった。ヴィルヘルム・エルンストは軍隊教育を終えると、ドイツ帝国軍の歩兵連隊の司令官に任命された。1898年、彼はボルシア・ボン友愛会 (de) に入会している。
ドイツ皇帝ヴィルヘルム2世の妹で又従妹のマルガレーテとの縁談があったが、実現しなかった。1903年4月30日にビュッケブルクにおいて、ロイス＝グライツ侯ハインリヒ22世の娘カロリーネと最初の結婚をしたが、カロリーネは子供をもうけないまま1905年に他界した。1910年1月4日にマイニンゲンにおいて、ザクセン＝マイニンゲン公子フリードリヒの娘フェオドラと再婚し、4人の子供をもうけた。

### 文化事業
大公はその豊かな財産を文化の領域に費やした。大公には芸術的センスが全くなく「ふんぞり返ったプロイセン将校」の一人だと見なされていたにもかかわらず、彼の治世には「新しいヴァイマル (de) 」という文化状況が生み出された。ハンス・オルデ 、ハリー・ケスラー伯爵 (en) 、アンリ・ヴァン・ド・ヴェルド、アドルフ・ブリュット (de) がヴァイマルへ招聘された。大公はミュンヘンから呼び寄せた建築家テオドール・フィッシャーにイェーナ大学を改築させ、また同じくミュンヘンから呼び寄せたマックス・リットマンにヴァイマル宮廷劇場を改築させた。出版人のオイゲン・ディートリクスがイェーナに、文学者のヨハンネス・シュラフ (de) がヴァイマルにそれぞれ招かれた。
後になるとヴィルヘルム・エルンストは保守派プロイセン人を熱心に援助するようになり、ヴァイマルは民族主義的、国家主義的な芸術運動の中心になっていった。ゲアハルト・ハウプトマンとヨハン・アウグスト・ストリンドベリの作品はイェーナの宮廷劇場でのみ上演され、ヴァイマル宮廷では史劇を得意とするエルンスト・フォン・ヴィルデンブルフ (de) が賞賛された。社会学者のマックス・ヴェーバーはヴィルヘルム・エルンストを「嘲笑の的」と呼んだ。アドルフ・ブリュット制作のカール・アレクサンダー前大公記念像を設置する課程で、当局が旧市街全域に保護命令を出した際、大公に近い新ヴァイマル派とユーゲント・シュティールの間には距離感が生じた。1911年、大公は彫刻家ゴットリープ・エルスター (de) に命じて大理石製のドイツ国家擬人像を造らせた。

### 退位・亡命
1918年11月のドイツ革命が起きる前に、ヴィルヘルム・エルンストが大公として最後に行った決定は建築家ヴァルター・グロピウスの招聘であった。社会民主主義者アウグスト・バウデルト (de) に指導された軍事評議会によって、1918年11月9日にヴィルヘルム・エルンストは退位させられた。バウデルトは大公を「ドイツ国家中で最も嫌われている君主」と呼んだ。ヴィルヘルム・エルンストはそれでも統治者としての地位を認めさせる手立てを模索した。結局、ヴァイマルの市民たちは議院内閣制の導入を望んで、歩み寄ろうとしてきた大公の復位を拒否した。あっけない退位の後で、ヴィルヘルム・エルンストは「私は出来る限りのことは何でもしてきた。これからも多くの善いことを行うつもりであったのに」と話した。
退位後はシュレージエンのハインリハウ（現在のポーランド領ヘンルィクフ）に所有していた城に逼塞し、この城で1923年に死ぬまで暮らし、墓所もその城に付属する公園の中にある。ヴィルヘルム・エルンストは退位補償金 (de) としてアルシュテット城 (de) の財産目録に記載された全ての所蔵品を与えられ、この所蔵品は全てハインリハウ城に持ち運ばれた。1921年、ヴィルヘルム・エルンストはドルンブルク城 (de) はゲーテ協会 (de) に寄贈した。

## オランダ王位継承者
ヴィルヘルム・エルンストはオランダ王女ソフィーの孫であったため、オランダの憲法に基づけば、1897年から1909年までオランダ女王ウィルヘルミナの推定相続人だった。20世紀初頭、オランダはヴィルヘルム・エルンストを王に迎えることでドイツの影響下に置かれる、ないしドイツに併合されるかも知れないという危機に悩まされていた。一部のオランダ人法学者たちは、ヴィルヘルム・エルンストからオランダ王位継承権を剥奪するために憲法を改正しようとした。また別の方策として、もしウィルヘルミナ女王が子供を残さずに死んだ場合、ヴィルヘルム・エルンストとその子孫はオランダ王位かザクセン大公位かどちらかだけを選ばせるようにする、というものもあった。
1909年にウィルヘルミナが娘ユリアナを出産すると、ようやくザクセン＝ヴァイマル＝アイゼナハ家をオランダ王位継承順位から排除する機会が訪れた。1922年の憲法改正により、王位継承権がウィルヘルミナの直系子孫のみに限定されると、ヴィルヘルム・エルンストとその子孫がオランダ王位に就く可能性は消えた。

## 人物
ヴィルヘルム・エルンストは気難しい性格の持ち主で、狂暴な上に怒りっぽい人物であった。招聘された芸術家の1人ハリー・ケスラー伯爵は、その前衛的な芸術理解のために大公から処罰を受け、大公を「病的な人物」とこきおろしている。ベルリン社交界の中心だったヒルデガルト・フォン・シュピッツェンベルク男爵夫人 (de) は「全く無作法で愚かな公子」と評している。彼は王位継承者として扱われたオランダでは、特に嫌われ者であった。デモンソー伯爵という人物は彼について「外見上も特に魅力があるわけでなく、ちびでどちらかと言えば太っている」と述べている。ウィルヘルミナ女王の母エンマ王太后の女官であったファン・デ・ポル伯爵夫人は、「大公世子はちびで醜くおまけに騒々しい男で、私は夕食時に、大声で話す彼の隣の席に座らされ不快な思いをしました。大公世子は私が流暢なドイツ語を話すのを見て、奇妙に思ったようでした…」と書いている。

## 子女
2番目の妻フェオドラとの間に3男1女をもうけた。
- ゾフィー・ルイーゼ・アーデルハイト・マリー・オルガ・カロラ（英語版）（1911年 - 1988年） - 1938年シュヴァルツブルク侯家家長フリードリヒ・ギュンター（英語版）[注釈 1]と結婚（同年離婚）
- カール・アウグスト・ヴィルヘルム・エルンスト・フリードリヒ・ゲオルク・ヨハン・アルブレヒト（1912年 - 1988年） - ザクセン大公家家長、1944年ヴァンゲンハイム＝ヴィンターシュタイン女男爵エリーザベト（英語版）と結婚
- ベルンハルト・フリードリヒ・ヴィクトル・ループレヒト・アーダルベルト・エルンスト・ルートヴィヒ・ヘルマン・ハインリヒ（1917年 - 1986年） - 1943年ゾルムス＝ホルストマル侯女フェリーツィタスと結婚（1956年離婚）[注釈 2]
- ゲオルク・ヴィルヘルム・アルベルト・ベルンハルト（1921年 - 2011年） - 1953年にGisela Jänischと貴賤結婚し継承権放棄、イェルク・ブレナ（Jörg Brena）と改名